# 福岡県道・熊本県道13号黒木鹿北線
福岡県道・熊本県道13号黒木鹿北線（ふくおかけんどう・くまもとけんどう13ごう くろぎかほくせん）は、福岡県八女市から熊本県山鹿市に至る県道（主要地方道）である。

## 概要
福岡県八女市黒木町大淵から熊本県山鹿市鹿北町岩野に至る。八女市黒木町方面から山鹿市鹿北町方面を連絡する路線で唯一全線片側1車線が確保された路線である。

### 路線データ
- 起点：福岡県八女市黒木町大淵（国道442号交点）
- 終点：熊本県山鹿市鹿北町岩野（国道3号交点）

## 歴史
整理番号13は、1982年（昭和57年）3月まで福岡県では大川鹿島線（現在の国道444号の一部）、熊本県では人吉日向線（現在の国道446号の一部）に使用されていたが、それぞれの路線が国道指定され空き番号となったため黒木鹿北線に割り当てられたものである。

### 年表
- 1959年（昭和34年）4月 - 福岡県部分が告示第232号で県道大淵鹿北線として認定（整理番号366）。
- 1960年（昭和35年） - 熊本県部分が告示第203号で認定（整理番号143）。
- その後、1973年（昭和48年）ごろまでに整理番号が125に統一される。
- 1982年（昭和57年）4月 - 建設省告示により黒木鹿北線として主要地方道に指定。同年10月、整理番号が13に変更される。
- 1993年（平成5年）5月11日 - 建設省から、県道黒木鹿北線が黒木鹿北線として主要地方道に再指定される[1]。

## 路線状況

### 道路施設

#### トンネル
- 熊本県
  - 柚之木谷トンネル：延長236 m、2008年（平成20年）竣工、山鹿市

## 地理

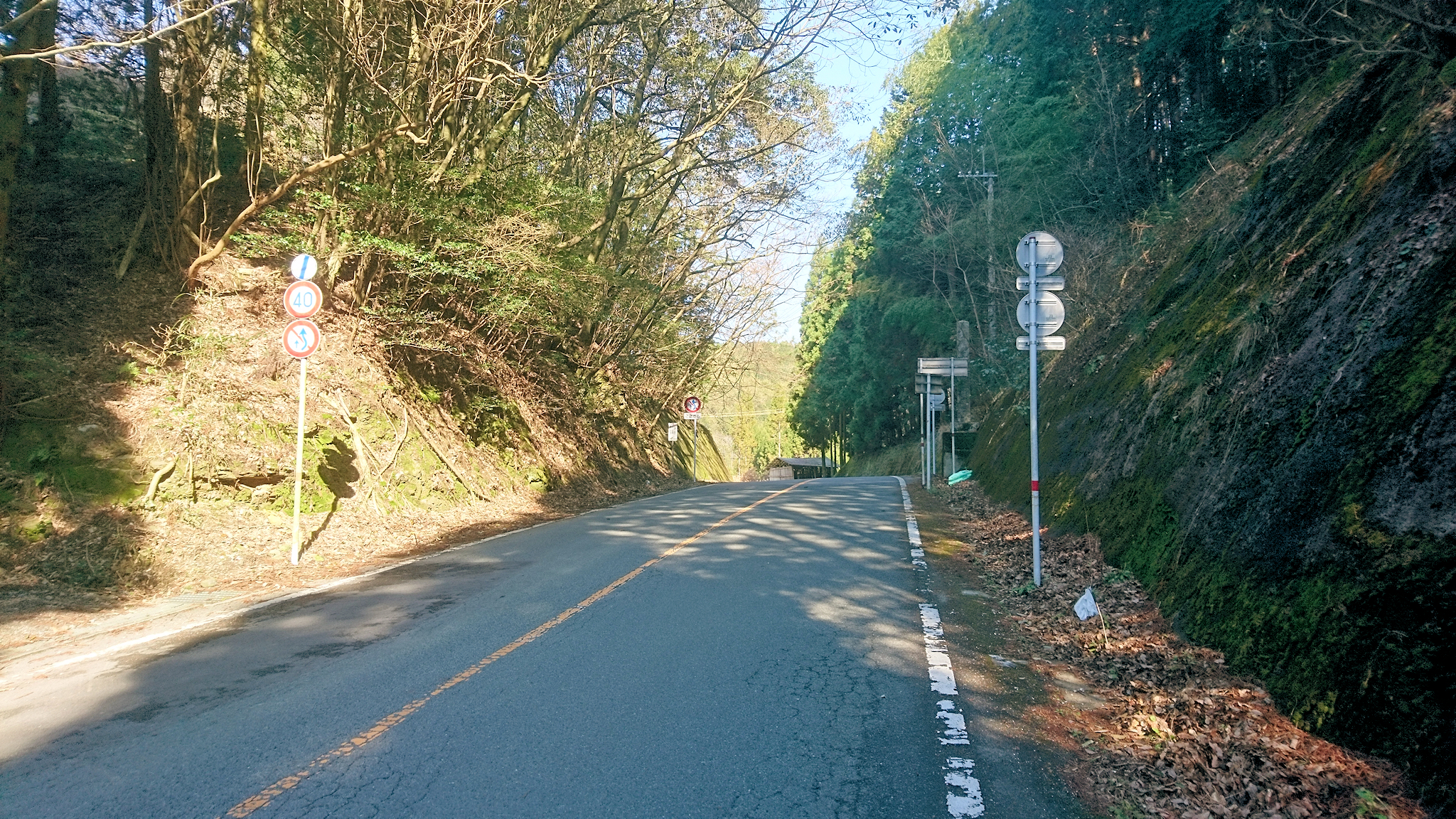
県境（熊本県側より）

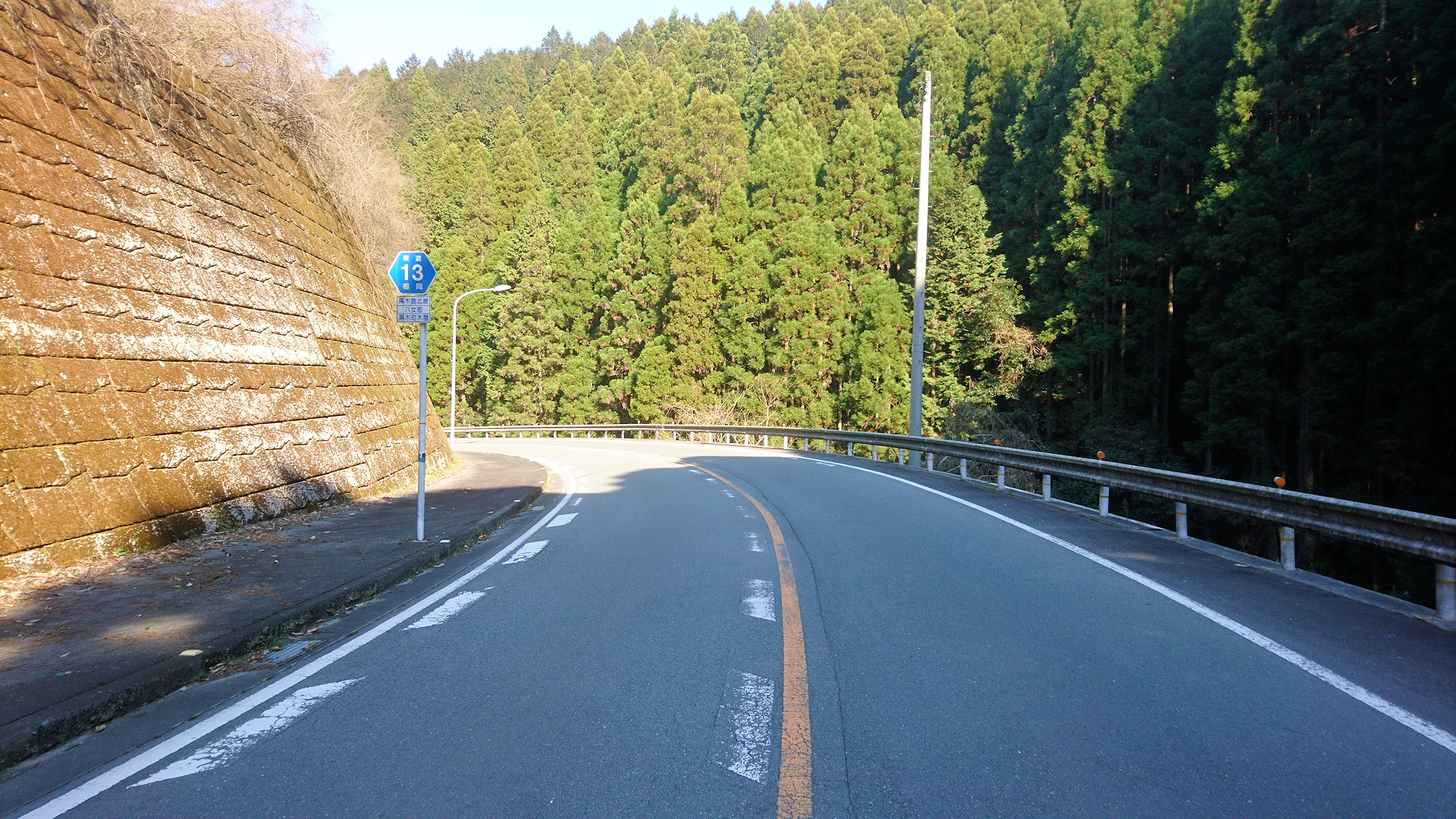
福岡県八女市黒木町木屋。線形改良工事が施されている。

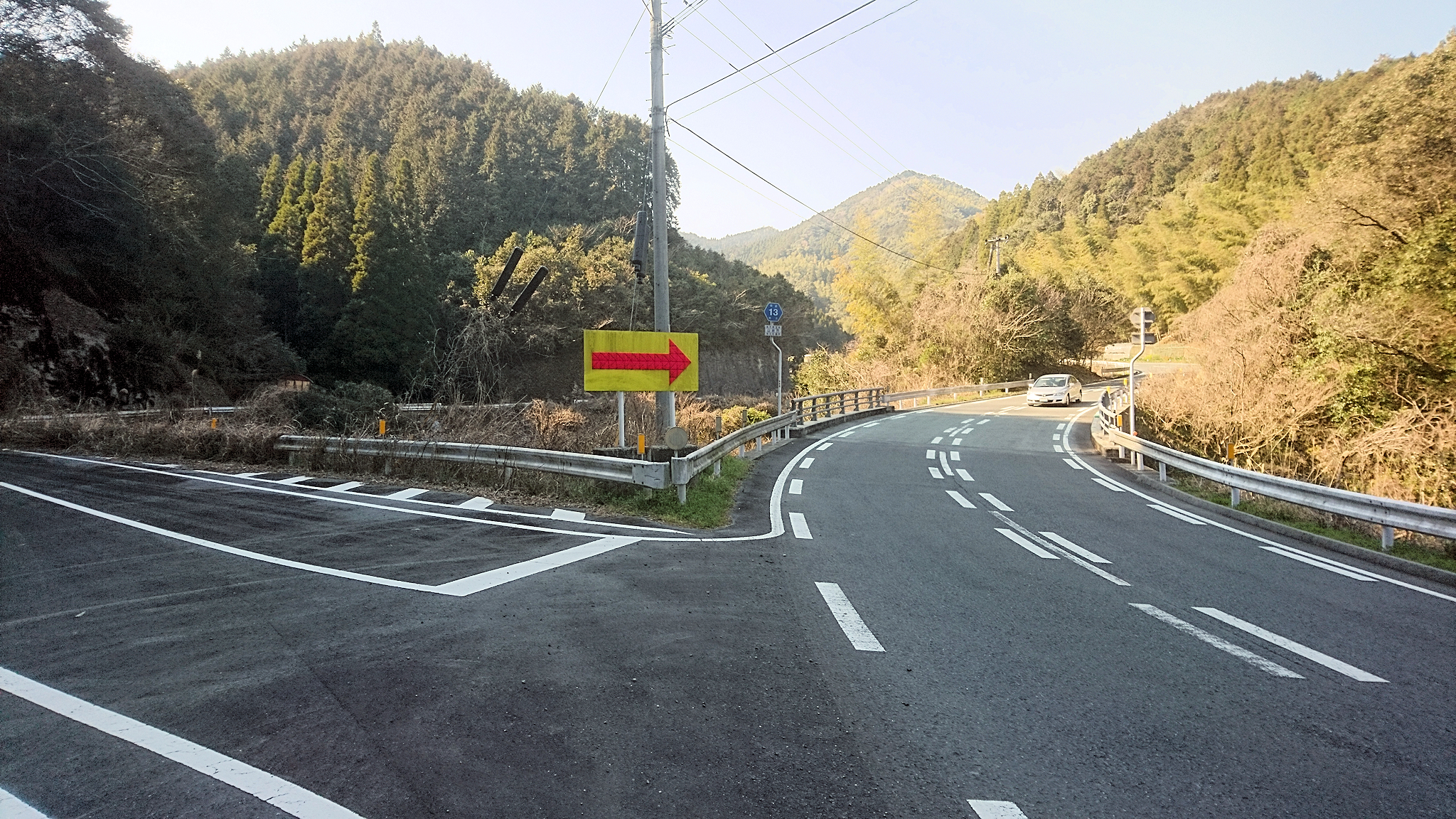
熊本県山鹿市鹿北町岩野にある旧道と新設道路との境界で。

### 通過する自治体
- 福岡県
  - 八女市
- 熊本県
  - 山鹿市

### 交差する道路
| 交差する道路                                               | 都道府県名 | 市町村名 | 交差する場所 | 交差する場所 |
| ---------------------------------------------------------- | ---------- | -------- | ------------ | ------------ |
| 国道442号 福岡県道・大分県道・熊本県道115号八女小国線 重複 | 福岡県     | 八女市   | 黒木町大淵   | 起点         |
| 福岡県道801号北矢部冬野黒木線                              | 福岡県     | 八女市   | 黒木町木屋   |              |
| 熊本県道・福岡県道127号岩野黒木線                          | 熊本県     | 山鹿市   | 鹿北町岩野   |              |
| 国道3号 国道325号 重複                                     | 熊本県     | 山鹿市   | 鹿北町岩野   | 終点         |

### 沿線
- グリーンピア八女